# 坂信弥
坂 信弥（さか のぶよし、1898年12月23日 - 1991年2月22日）は、日本の内務官僚、実業家。富山県知事、警視総監、大商証券社長。旧姓・田中。坂信彌とも表記、あるいはこちらが正確か。

## 経歴
堺市出身、本籍・山口県。農業・市会議員、田中龍太郎の四男として生まれる。堺中学校、第八高等学校を経て、1924年4月、東京帝国大学法学部法律学科（独法）を卒業。1923年12月、高等試験行政科試験に合格。1924年5月、内務省に入り茨城県属として内務部産業課に配属された。その後、長州系官僚である坂仲輔の家の婿養子に迎えられる。
1924年12月、茨城県警部を兼務。以後、地方警視・滋賀県警務課長、長野県警務課長、京都府保安課長、北海道庁道路課長、奈良県書記官・経済部長、鹿児島県書記官・警察部長、埼玉県書記官・警察部長、上海領事（工部局警察部長）、警視庁官房主事、大阪府部長・警察部長などを歴任。
1943年4月、富山県知事に就任。1944年2月、農商省農政局長となる。同年7月、警視総監に就任し、1945年4月まで在任。同年8月、再度、警視総監となり、同年10月に辞任し退官した。
1945年、終戦の際に警視総監の立場で、警視庁保安課長高乗と警視庁保安課風紀係長大竹豊後に命じ、R.A.Aと呼ばれるに連合国軍進駐軍向けの慰安施設（実質的には売春施設）を作ったことで知られる。坂の証言によれば、終戦に当たって当時の東久邇宮内閣の実質的な副首相であった近衛文麿国務相から依頼を受け、さらに他の者に委せず坂自身が陣頭に立って行うよう指示したため、行うことになったという。なお、坂の証言によれば、近衛のイニシアチブで慰安施設の設置が始まり責任が専ら近衛にあるようにも聞こえるが、近衛は終戦まもなく自決し「死人に口なし」の状態であったことに注意する必要がある。警視庁保安課の大竹の証言によれば、既に終戦の８月15 日には警視庁首脳部が占領軍慰安に関して話し合っていて、16日には警視庁の首脳部から、東京を如何にして平和を保つかを研究するよう各部署に、風紀面は主管である保安課に来ていたという。
坂自身が戦後のマスコミへの寄稿で、戦時中の鹿屋の慰安施設設置について「海軍の少年航空兵はいつ死ぬかわからない境遇だから死ぬ前に “男” になりたいと、町の娘たちに被害が及んだ」「親からの苦情で困った隊長の石井から、遊び場要するに赤線をつくってくれと依頼がきた」「私も同じ男である。そこで一計を案じてダンスホールを作った」「警察部長が赤線をつくるなんて今ではとても考えられない」「どうやら私は法を守るより法の精神を体して法網をくぐらせる警察部長だったらしい」と述べて既に同様な経験があったこと、あるいはRAAを作った際には、地位を利して女らの入浴中の風呂に入り込み、それを「横綱の手数入りみたいに堂々とはいった」「その心は “おれもはだかになっている、はだかになって心で手を合わせているんだ” というところである」と放言している人物である。
戦後、公職追放となり、1951年8月に解除された。1958年11月から1964年10月まで大商証券社長を務めた。その他、日本医療食協会会長、日本証券株式会社相談役などを歴任。1991年2月22日死去。享年92。